# Xcode
Az Xcode egy programfejlesztő csomag a Mac OS X operációs rendszerre, amelyet az Apple fejlesztett ki. A 3.0-s változat ingyenesen jár a Mac OS X 10.5-ös változatával, de nincs alapértelmezetten telepítve a rendszerrel. A 3.0-s változat a régebbi OS verziókon nem fut, de ezekre ingyenesen letölthető a korábbi változat az Apple Developer Connection oldalról.
A csomag legfontosabb alkalmazása az IDE, amit Xcode-nak is hívnak. De ehhez a csomaghoz még hozzátartozik az Interface Builder (egy alkalmazás ami grafikus interfészek tervezésére alkalmas) és Instruments (egy profiler alkalmazás).
A csomag fő komponense egy átalakított GCC (GCC, apple-darwin9-gcc-4.0.1, apple-darwin9-gcc-4.2.1) / LLVM amely C, C++, Fortran, Objective-C, Objective-C++, Java, AppleScript, Python és Ruby nyelveket támogat. Léteznek GNU Pascal, Ada, C#, Perl, Haskell és D nyelvekre megírt úgynevezett pluginok.
A használt debugger a GDB, amelyre egy grafikus interfészt építettek rá.
Az iPhone OS fejlesztés is Xcode alatt végezhető, az Xcode 3.1 verziótól kezdődően.

## Fontosabb jellemzők
Az egyik legjelentősebb jellemzője az, hogy lehetővé teszi a forráskód lefordítását több számítógépből álló elosztott rendszeren. A Bonjour protokollt használva automatikusan felismeri a fordítókat kínáló számítógépeket a hálózatban. A legújabb Xcode egy fejlettebb elosztott fordítási rendszert tesz lehetővé: Dedicated network builds ami jobban skálázható nagyobb hálózatokon.
A GCC változtatásoknak köszönhetően, az Xcode univerzális binárisokat képes gyártani, ami PowerPC és Intel platformokon egyaránt fut. Az iPhone SDK-nak köszönhetően az ARM rendszereken is lehet programokat debuggolni (az iPhone processzora).
Ugyancsak a csomagban található a WebObjects alkalmazás, amely Java webalkalmazások és web-service programozást tesz lehetővé (ez korábban csak pénzért volt elérhető).

### Kód szerkesztés
Az Xcode mint bármelyik más IDE tartalmaz egy kód-szerkesztőt, amely képes szintaxis-színezésre és kód-kitöltésre (ez nagyban függ a szerkesztés közben felépített szimbólum-adatbázistól).
Az IDE képes előre felismerni olyan változókat is amelyeket még nem definiáltunk, de már megjelentek a kódban valahol. Ugyancsak a while, for és más kód-struktúrákat előre megpróbálja vázlatolni.
Példa:
```
  
whi

```

Ekkor az Xcode automatikusan kitölti a hiányzó részt:
```
 whi
le (condition) {'

    
statements

 
}
```

A mi dolgunk csak az, hogy a megfelelő sablonok helyére a kódot megírjuk.
A fő ablak mindig a Project View, amelyben baloldalt látható az összes forráskód és más fájl. A bal oldal két részre van osztva, a felső részben az aktuális kiválasztott fájl vagy csoport fájljai listája látszik, az alsó részen van maga a kód szerkesztés. Az Xcode konfigurálható, hogy külön szerkesztő ablakot nyisson az újonnan használt forráskódoknak, vagy mindig ugyanabban az ablakban szerkesszünk, ebben az esetben ki lehet választani egy listából melyik forrást kívánjuk látni.

### Debugger
A debugger alapja a GDB, amelyre a grafikus debuggolás lett felépítve. Forráskód-, valamint gépi kód szinten lehet hibakeresést végezni (ha nincs forráskód, akkor mindig a gépi kód jelenik meg).
A debugger képes magát futó processzekre csatolni, mint a mai modern debuggerek.
Töréspontokat lehet a kódba tenni, és a megszakított program állapotát vizsgálni lehet (Debug Expressions), változók értékeit meg lehet változtatni (ezáltal befolyásolva a kód futását).
Ha az egér pointert egy változó fölé visszük, azonnal megjelenik egy kis ablakban a jelenlegi állapota (sima változóknál az értéke, osztályok esetében a teljes struktúra).

### iPhone fejlesztés
Az Xcode legújabb fejlesztői csomagja kitűnő választás iPhone programok fejlesztésére. Mivel az iPhone OS egy kompakt Mac OS X, így minden könyvtár (Framework) elérhető. A gyors tesztelés érdekében egy iPhone szimulátor alkalmazás is benne van az Xcode csomagban, amellyel szinte bármilyen program letesztelhető a Macintosh gépen, mielőtt a telefonra másolnánk (kivétel a bluetooth és a gyorsulásmérő modul).
A szimulátor a számítógépet használja mint fő processzort, így lehetséges, hogy olyan program, ami a szimulátoron tökéletesen futott, az az iPhone-on egyáltalán nem, vagy csak nagyon lassan fut (összehasonlítva: az iPhone processzora 500 MHz, míg egy modern iMac 2.3 GHz-es processzorral rendelkezik) - főleg igaz ez az OpenGL ES vagy más grafikus alkalmazásokra, amelyek igénybe veszik a processzorok (fő és GPU) minden teljesítményét.
A debugger alkalmas arra, hogy a telefonon futtatott programot megfigyelje. Ha egy töréspontot teszünk a programba, akkor a megszakításkor a telefonon futó process valós állapotát látjuk (távoli debuggolás).

### Profiler
Az Instruments alkalmazással többet is megtudhatunk a programunk állapotáról, viselkedéséről futás közben. Az Instruments több szempontból teszi lehetővé a program tanulmányozását:
- Futási idő és a függvényekben eltöltött idő
- Memória foglalások és szivárgások
- Objektumok létrehozása, élettartama
- Általánosan mindennek a megfigyelése

Az Instruments hozzá tud csatlakozni egy futó processzhez, vagy elindíthat egy binárist. Egyaránt futtatható Macintosh-on és iPhone-on is. Ha iPhone-ra tervezzük a tanulmányozást, akkor érdemes nem a szimulátorban hanem a telefonról elindítani a programunkat; ebben az esetben a valós használt memóriát és processzor időt látjuk.

## Története
Az Xcode, akárcsak a Mac OS X, a NeXT rendszerből származik. Korábban Project Builder néven volt elérhető a NeXT fejlesztők számára.